# Domingos de Souza Nogueira
Domingos de Souza Nogueira (Rio Mao, Portugal, 6 de maio de 1862 - Petrópolis, 17 de junho de 1932) foi um industrial, coronel e político português.
Nascido em Portugal, veio para o Brasil com 15 anos e se estabeleceu na cidade de Resende junto com seu irmão. Dois anos depois, em 1879, se mudou para Petrópolis. Trabalhou como caixeiro e depois em um armazém até adquirir um hotel e uma casa comercial no centro da cidade, em 1888. Ele obteve prosperidade nos negócios com empenho e se constituiu em um dos maiores proprietários de terra do município na virada do Século XX. Era amigo de Nilo Peçanha.
Foi presidente da Câmara Municipal na época do decreto em que Nilo Peçanha nomeou Oscar Weinschenck como prefeito de Petrópolis, atuando como prefeito interino antes da posse do mesmo. Era dono da Fazenda Nogueira, que mais tarde tornou-se o bairro de mesmo nome, e ajudou a construir a Estação Nogueira, entre Itaipava e Cascatinha, parte da Estrada de Ferro Leopoldina. No lugar da estação ele, antes, havia construído uma olaria. Também foi responsável pela criação da Companhia Suburbana de Melhoramentos de Petrópolis, mantendo uma efêmera linha de ônibus entre Pedro do Rio e Petrópolis.